# Izzat Artykov
Izzat Artykov (n. 8 septembrie 1993, Toktogul⁠(d), Regiunea Jalal-Abad, Kârgâzstan) este un halterofil ce a reprezentat Kârgâzstan, medaliat olimpic. A participat la o ediție a Jocurilor Olimpice (2016) în care a câștigat o medalie de bronz.

## Participări
Lista de mai jos prezintă principalele competiții la care a participat Izzat Artykov de-a lungul carierei.
- Haltere la Jocurile Olimpice de vară din 2016 - masculin 69 kg